# 郭應奎
郭應奎（1495年—？），字致祥，號平川，江西吉安府泰和縣人，民籍，明朝政治人物。

## 生平
嘉靖四年（1525年）乙酉科江西鄉試第四十名舉人。嘉靖八年（1529年）中式己丑科會試第一百五十九名，登第三甲第一百九十一名進士。九年七月选授礼科给事中，十二年四月考察以浮躁降调。後累升工部河道郎中，二十年四月被都给事中韩威等弹劾，被降一级，戴罪督理河工，九月以河道疏通完工復職。二十二年升任嘉兴府知府。

## 家族
曾祖郭紹彝；祖父郭忠詠；父郭昌榮，母胡氏。具庆下。弟應璧。